# IC 3483
IC 3483 — галактика типу SBb/P () у сузір'ї Діва.
Цей об'єкт міститься в оригінальній редакції індексного каталогу.